# Control Z (serie televisiva)
Control Z è una serie teen drama messicana creata da Carlos Quintanilla e sviluppata da Lemon Studios per Netflix, che è stata presentata in anteprima su Netflix il 22 maggio 2020. Interpretata da Ana Valeria Becerril, Michael Ronda, Andrés Baida, Macarena García e Yankel Stevan.

## Trama
In un liceo messicano l'adolescente Sofia, con pochi amici ma un ottimo intuito si impegna, con l'aiuto del nuovo arrivato e suo amico Javier, a scoprire l'identità anonima di un hacker che minaccia di svelare i segreti di tutti gli alunni del liceo, incluso quello di Sofia. La prima vittima delle opere di questo hacker è la bellissima e popolare Isabela, il cui cellulare viene hackerato e quindi il suo segreto viene a galla: quello di essere una ragazza transgender, segreto che scuote l'intera scuola. Da qui delle amicizie muoiono e dei rancori nascono ed esplode il caos.

## Episodi
| Stagione         | Episodi | Pubblicazione Italia |
| ---------------- | ------- | -------------------- |
| Prima stagione   | 8       | 2020                 |
| Seconda stagione | 8       | 2021                 |
| Terza stagione   | 8       | 2022                 |

## Cast
- Ana Valeria Becerril: Sofìa Herrera
- Michael Ronda: Javier Williams
- Yankel Stevan: Raùl Leòn
- Macarena García Romero: Natalia Alexander
- Luis Curiel: Luis Navarro
- Patricio Gallardo: Gerardo "Gerry" Granda
- Andrés Baida: Pablo Garcìa
- Zión Moreno: Isabela De La Fuente Beltràn
- Mauro Sánchez Navarro: Bruno
- Xabiani Ponce De León: Ernesto
- Iván Aragón: Dario
- Patricia Maqueo: Rosita
- Samantha Acuña: Alex
- Fiona Palomo: María Alexander
- Renata del Castillo: Lulú
- Thanya López: Susana Rincon Gallardo
- Rodrigo Cachero: Miguel Quintanilla
- Rocío Verdejo: Nora